# Іра Кацнельсон
Іра Кацнельсон (англ. Ira Katznelson; нар. 3 липня 1944, Бронкс, Нью-Йорк, Нью-Йорк, США) — американський політолог і історик, відомий своїми дослідженнями про ліберальну державу, нерівність, соціальні знання та інститути, в основному зосереджені на Сполучених Штатах.

## Кар'єра
Кацнельсон закінчив Колумбійський університет у 1966 році з B.A. і захистив кандидатську дисертацію в історії в Кембриджському університеті в Англії в 1969 році. У 1969 році він також створив журнал «Політика і суспільство».
Кацнельсон навчався в Колумбії з 1969 по 1974 рік, в Чиказькому університеті з 1974 по 1983 рік, а також у Новій школі соціальних досліджень з 1983 по 1994 рік. Він був головою кафедри політології в Учичио з 1979 по 1982 рік, а деканом Нової школи з 1983 по 1989 рік. У 1994 році Кацнельсон повернувся до Колумбії, де він є професором з політології та історії в Раггле. У 2012 році він став президентом Науково-дослідної ради соціальних наук.
Кацнельсон був президентом Американської політологічної асоціації (APSA) на 2005—2006 роки. Раніше він займав посаду президента відділу політики та історії АПСА на 1992—1993 роки та президента Асоціації історії соціальних наук за 1997—1998 роки. Він також був співробітником Гуггенхайма, і був обраний членом Американської академії мистецтв та наук у 2000 році та Американським філософським товариством у 2004 році.

## Внески
Кацнельсон написав десять книг, коредував кілька інших, і опублікував більше 60 журнальних статей. Його книжка Криваве коло «Лібералізм: листи до Адама Міхніка» (1996) отримала премію Американської політологічної асоціації (APSA) Майкла Харрінгтона. Загубленість та Просвітництво (2003) виграли премію Девіда та Еліна Шпіца Конференції політичної думки, присвячену кращої книзі в ліберальній або демократичній теорії, а також нагороду Девіда Істона від Фонду політичних ідей АПСА. У березні 2014 року Кацнельсон був удостоєний премії Bancroft за книгу Fear Itself: The New Deal and the Origins of Our Time..

### Критичні дослідження та огляди
- Menand, Louis (4 березня 2013). How the Deal went down : saving democracy in the Depression. The Critics. Books. The New Yorker. 89 (3): 69—74. Архів оригіналу за 5 вересня 2017. Процитовано 11 травня 2015. Reviews Fear itself: the New Deal and the origins of our time.